# Antoni Lambert Sałustowicz

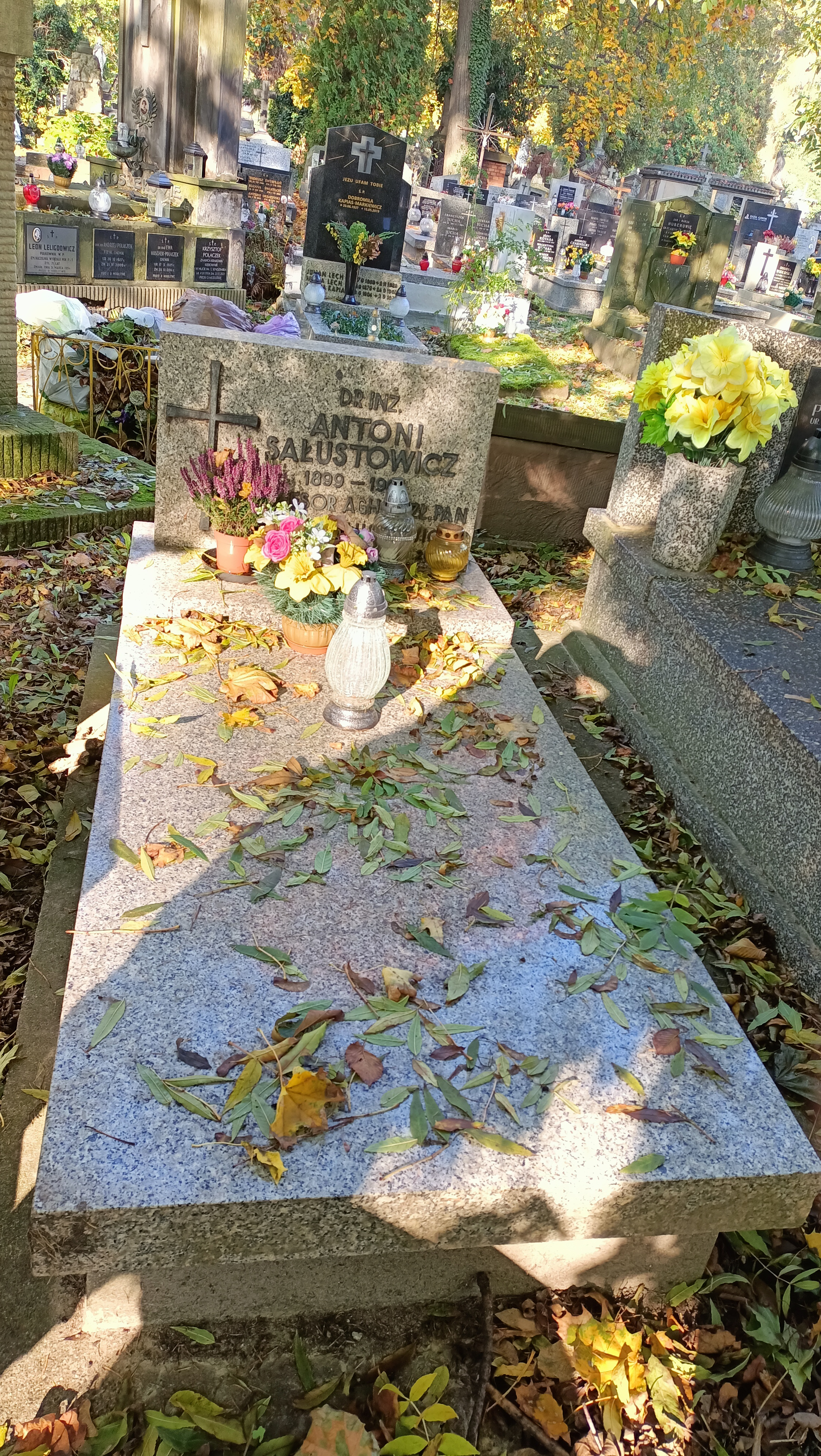
Grób Antoniego Sałustowicza na Cmentarzu Rakowickim w Krakowie

Antoni Lambert Eligiusz Sałustowicz (ur. 30 sierpnia 1899 w Baryczy, zm. 13 września 1967 w Krakowie) – profesor Akademii Górniczo-Hutniczej, członek PAN.

## Życiorys
Urodził się po śmierci ojca Antoniego (1869–1899). Wychowywany przez matkę (zm. 1936), po ukończeniu szkoły powszechnej w Nowym Targu, od 1910 uczęszczał do VI Gimnazjum w Krakowie, gdzie w 1918 zdał maturę. Przez rok studiował matematykę na UJ. W 1919 rozpoczął studia na Wydziale Górniczym Akademii Górniczej, jego legitymacja studencka została wydana 14 października 1919 i nosi nr 20. W 1923 przerwał studia i rozpoczął pracę w kopalni Zbyszek w Trzebini, gdzie przeszedł wszystkie stanowiska od praktykanta do kierownika. Na stanowisku kierownika pracował w latach 1935–1939. Studia inżynierskie ostatecznie ukończył z odznaczeniem w 1930 uzyskując tytuł inżyniera górnika. W październiku 1939 został usunięty przez niemieckie władze okupacyjne ze stanowiska kierownika i przydzielony do działu maszynowego, gdzie pracował do 1942. Przeniesiony następnie do działu planowania kopalni Artur w Sierszy pracował tam do momentu wyzwolenia w 1945.
W styczniu 1945 powrócił na stanowisko kierownika kopalni Zbyszek pomagając ją uruchomić po zniszczeniach wojennych, a w kwietniu 1945 przeniósł się do Krakowa rozpoczynając pracę jako adiunkt i wykładowca mechaniki na Wydziale Górniczym Akademii Górniczej. W lipcu obronił pracę doktorską, nad którą pracował w czasie okupacji, a której promotorem był prof. Witold Budryk. W 1946 na podstawie pracy Ciśnienie górotworu na obudowę tuneli i wyrobisk górniczych uzyskał habilitację i został mianowany docentem. Powierzono mu obowiązki kierownika tworzącej się Katedry Mechaniki Technicznej przekształconej później w Katedrę Mechaniki Górniczej. Na stanowisku tym Antoni Sałustowicz pozostał do końca życia. W 1948 uzyskał nominację na profesora nadzwyczajnego, a w 1956 został profesorem zwyczajnym. W 1961 został wybrany na członka korespondenta Polskiej Akademii Nauk. W latach 1948–1950 pełnił funkcję prodziekana, a w latach 1950–1952 dziekana Wydziału Górniczego AGH ustępując z funkcji ze względu na zły stan zdrowia. Od 1955 pracował w Zakładzie Mechaniki Górotworu PAN, a w latach 1965–1966 wykładał zagadnienia mechaniki górotworu na wydziale górniczym Uniwersytetu w Sarajewie.
W ciągu swojej 37-letniej pracy naukowej opublikował 70 prac, w tym 5 książek – między innymi Mechanikę górotworu, Mechanikę górotworu wraz z podstawami mechaniki ciał stałych i wraz z Henrykiem Filckiem Wytrzymałość materiałów. Był autorem 4 patentów i wypromował 11 doktorantów.
Od 1937 był mężem Ireny (1913–2004), mieli dwie córki (ur. w 1938 i 1944).
Zmarł w Krakowie, pochowany na cmentarzu Rakowickim (kwatera Cc-1-1).

## Ordery i odznaczenia
- Order Sztandaru Pracy I klasy (1962)
- Złoty Krzyż Zasługi (28 września 1954)[4]
- Medal 10-lecia Polski Ludowej (15 stycznia 1955)[5]
- Złota Odznaka „Za pracę społeczną dla miasta Krakowa” (1964)

## Nagrody
- Nagroda Państwowa II stopnia (zespołowa) za opracowanie zagadnienia tąpań w górnictwie węglowym (1955)[6]
- Nagroda Ministra Szkolnictwa Wyższego I stopnia[7]